# Browning M1900
FN Browning M.1900 (Браунинг образца 1900 г., Браунинг № 1) — самозарядный пистолет, разработанный Джоном Браунингом в 1896 году и выпускавшийся бельгийской компанией Fabrique Nationale d’Armes de Guerre (FN) в 1900—1912 гг.

## Конструкция

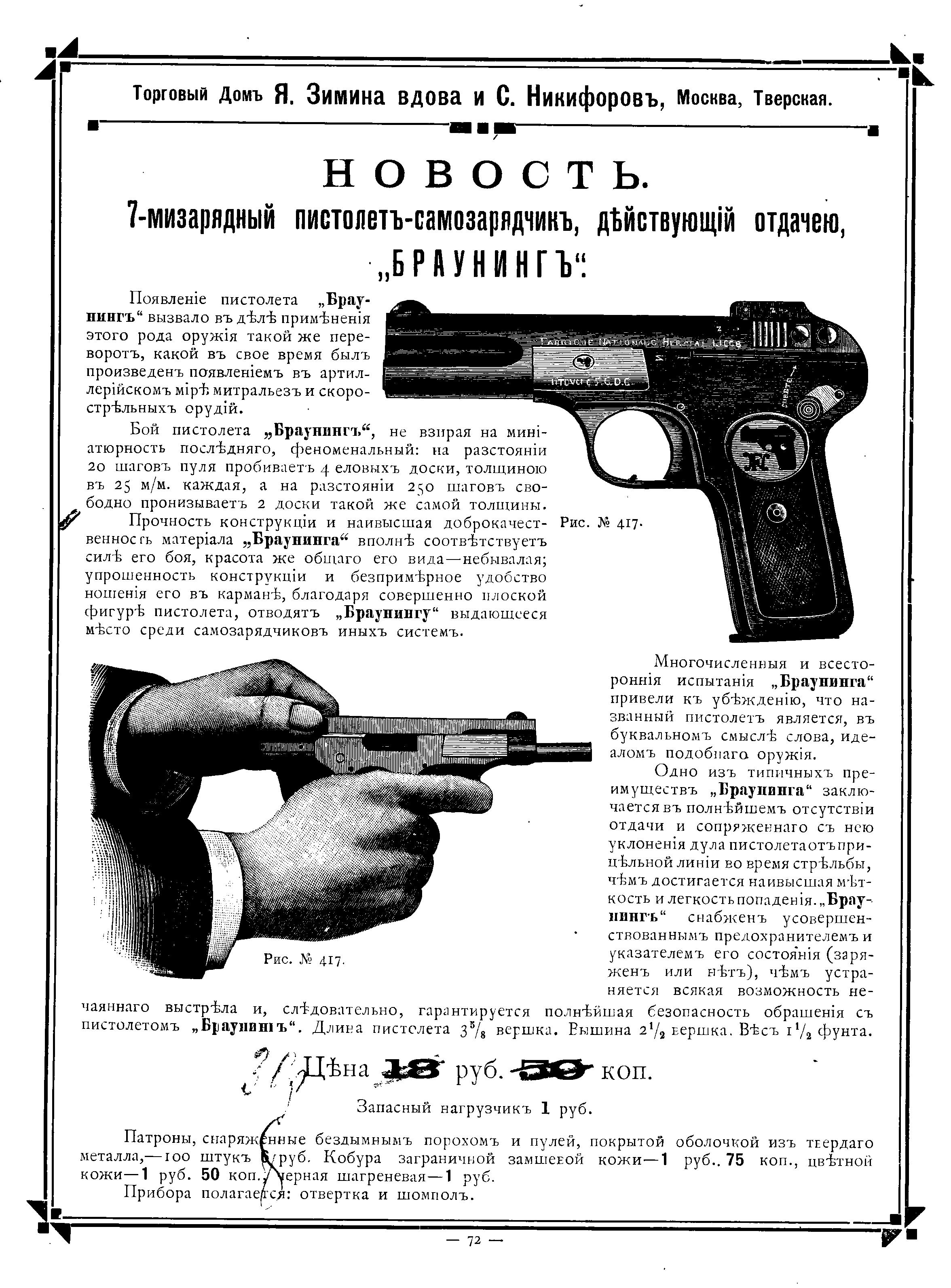
Страница из русского торгового каталога начала XX в.

Автоматика пистолета работает по принципу отдачи свободного затвора. Затвор-кожух состоит из собственно затвора и кожуха, то есть двух отдельных деталей, которые соединялись при помощи двух винтов. Ударно-спусковой механизм — ударникового типа. Ствол жестко закреплен в раме. Возвратная пружина, расположенная над стволом, одновременно является и боевой. При не взведённом ударнике рычаг, связывающий пружину с ударником, приподнят и перекрывает линию прицела. Магазин ёмкостью 7 патронов коробчатый, однорядный, отъемный, расположен в рукоятке и удерживается при помощи защёлки внизу рукоятки. На левой стороне рамы расположен рычаг флажкового предохранителя. Прицельные приспособления открытые, нерегулируемые. Окно выброса гильз сделано справа в рамке пистолета, а не в кожухе-затворе, как у других конструкций Браунинга. Выпускалось два варианта этого пистолета, длиной 182 и 164 мм, но широкое распространение получили пистолеты длиной 164 мм, со стволом длиной 102 мм. После выпуска первой серии в 10 000 единиц (длиной 164 мм) к пистолету, с левой стороны внизу рукоятки, добавили антабку, предназначенную для страховочного шнура.